# Dasybela
Dasybela is een geslacht van vlinders van de familie spanners (Geometridae), uit de onderfamilie Sterrhinae.

## Soorten
- D. achroa Lower, 1902
- D. argillina Lower, 1915